# Rete filoviaria di Solingen
La rete filoviaria di Solingen serve la città tedesca di Solingen dal 1952.

## Rete
La rete filoviaria è composta di sei linee; la linea 683 esce dai confini cittadini, spingendosi fino ad Vohwinkel, un quartiere periferico della città confinante di Wuppertal:
- 681 Hauptbahnhof - Hästen
- 682 Hauptbahnhof - Höhscheid-Brockenberg
- 683 Wuppertal-Vohwinkel Schwebebahn - Burger Bahnhof
- 684 Schule Widdert - Hasselstraße
- 685 Aufderhöhe - Hasselstraße
- 686 Schule Widdert - Aufderhöhe

La lunghezza totale d'impianto è di 56,6 km.